# Footsteps in the Dark: Greatest Hits Vol. 2
Footsteps in the Dark: Greatest Hits Vol. 2 ist das zweite Kompilationsalbum des Sängers und Songwriters Cat Stevens (heute Yusuf).

## Geschichte
Das zweite Kompilationsalbum von Cat Stevens erschien im Dezember 1984 und führte den irreführenden Namenszusatz „Greatest Hits Vol. 2“, obwohl sich abgesehen von The Hurt und (I Never Wanted) To Be a Star auf dem Kompilationsalbum lediglich B-Seiten von Singles sowie Albenstücke befinden, des Weiteren enthält es Father and Son das bereits auf Greatest Hits veröffentlichten worden ist.
Das Album beinhaltet auch die erste Albenveröffentlichung der B-Seite des Single-Hits Morning Has Broken, das Stück I Want to Live in a Wigwam.
Weiterhin waren die beiden bis dahin unveröffentlichten Titel If You Want to Sing Out, Sing Out und Don't Be Shy aus dem Film Harold und Maude enthalten (in Deutschland erschienen die beiden Titel schon 1981 auf dem Kompilationsalbum Morning has Broken); der kommerzielle Erfolg blieb aber aus. Das Album konnte sich weder in Großbritannien noch in Deutschland in den Charts platzieren und erreichte in den USA Platz 165.
Im September 1984 schrieb Yusuf Islam eine Einleitung zum Album, in der er seine Konversion zum Islam erklärt.
Der Titel des Albums Footsteps in the Dark wurde vom Text des Liedes Daytime abgeleitet und abgewandelt für das Kompilationsalbum Footsteps in the Light aus dem Jahre 2006 verwendet.

## Titelliste
Alle Songs (außer anders erwähnt) wurden von Cat Stevens geschrieben.
1. The Wind – 1:42
2. (I Never Wanted) To Be a Star – 3:00
3. Katmandu – 3:20
4. I Want to Live in a Wigwam – 3:23
5. Trouble – 2:45
6. On the Road to Find Out – 5:08
7. If You Want to Sing Out, Sing Out – 2:46
8. Where Do the Children Play? – 3:52
9. Daytime (Cat Stevens, Alun Davies) – 3:55
10. Don’t Be Shy – 2:50
11. How Can I Tell You – 4:26
12. Father and Son – 3:40
13. The Hurt – 4:17
14. Silent Sunlight – 2:59